# Begaj
Begaj är (albanska: Begaj med böjningsformen Begaji) en kommun i Albanien.   Den ligger i distriktet Rrethi i Tropojës och prefekturen Qarku i Kukësit, i den norra delen av landet, 120 kilometer norr om huvudstaden Tirana.
Trakten runt Begaj består till största delen av jordbruksmark. Runt Begaj är det glesbefolkat, med 18 invånare per kvadratkilometer.